# Campanula quercetorum
Campanula quercetorum là loài thực vật có hoa trong họ Hoa chuông. Loài này được Hub.-Mor. & C.Simon mô tả khoa học đầu tiên năm 1963.